# Ђуђанело
Ђуђанело (итал. Giuggianello) је насеље у Италији у округу Лече, региону Апулија.
Према процени из 2011. у насељу је живело 1249 становника. Насеље се налази на надморској висини од 80 м.

## Географија
| Клима (Ђуђанело)           | Клима (Ђуђанело) | Клима (Ђуђанело) | Клима (Ђуђанело) | Клима (Ђуђанело) | Клима (Ђуђанело) | Клима (Ђуђанело) | Клима (Ђуђанело) | Клима (Ђуђанело) | Клима (Ђуђанело) | Клима (Ђуђанело) | Клима (Ђуђанело) | Клима (Ђуђанело) | Клима (Ђуђанело) |
| Показатељ \ Месец          | .Јан.            | .Феб.            | .Мар.            | .Апр.            | .Мај.            | .Јун.            | .Јул.            | .Авг.            | .Сеп.            | .Окт.            | .Нов.            | .Дец.            | .Год.            |
| -------------------------- | ---------------- | ---------------- | ---------------- | ---------------- | ---------------- | ---------------- | ---------------- | ---------------- | ---------------- | ---------------- | ---------------- | ---------------- | ---------------- |
| Средњи максимум, °C (°F)   | 12,6 (54,7)      | 13,2 (55,8)      | 15,0 (59)        | 18,3 (64,9)      | 22,6 (72,7)      | 26,8 (80,2)      | 29,2 (84,6)      | 29,6 (85,3)      | 26,2 (79,2)      | 21,8 (71,2)      | 17,6 (63,7)      | 14,2 (57,6)      | 29,6 (85,3)      |
| Средњи минимум, °C (°F)    | 5,6 (42,1)       | 5,8 (42,4)       | 7,2 (45)         | 9,5 (49,1)       | 13,1 (55,6)      | 17,0 (62,6)      | 19,5 (67,1)      | 19,9 (67,8)      | 17,3 (63,1)      | 13,7 (56,7)      | 9,9 (49,8)       | 7,1 (44,8)       | 5,6 (42,1)       |
| Количина падавина, mm (in) | 71 (28)          | 60 (23,6)        | 65 (25,6)        | 40 (15,7)        | 33 (13)          | 20 (7,9)         | 16 (6,3)         | 22 (8,7)         | 49 (19,3)        | 80 (31,5)        | 97 (38,2)        | 74 (29,1)        | 627 (246,9)      |
| [ тражи се извор ]         |                  |                  |                  |                  |                  |                  |                  |                  |                  |                  |                  |                  |                  |

## Становништво
| 1931. | 1936. | 1951. | 1961. | 1971. | 1981. | 1991. | 2001. | 2011. |
| ----- | ----- | ----- | ----- | ----- | ----- | ----- | ----- | ----- |
| 1.062 | 1.204 | 1.263 | 1.249 | 1.227 | 1.271 | 1.320 | 1.286 | 1.249 |